# Gregorio Walerstein
Gregorio Walerstein (né le 22 février 1913 à Mexico et mort le 24 janvier 2002  dans la même ville) est un scénariste et producteur de cinéma mexicain.
Au cours des quarante années d'une carrière prolifique, il a remporté la médaille Salvador-Toscano et un Ariel d'or spécial, les deux récompenses les plus prestigieuses du cinéma mexicain. Son fils Mauricio Walerstein est également cinéaste.

## Biographie
Surnommé « le tsar du cinéma mexicain »[1][Quoi ?], il était un producteur de cinéma et scénariste d'origine juive, considéré comme l'un des moteurs de l'âge d'or du cinéma mexicain[2][Quoi ?]. En 1994, il recevait l'Ariel. d'or de l'Académie mexicaine des arts et des sciences cinématographiques.

## Filmographie

### Comme scénariste
- 1946 : Los Nietos de Don Venancio
- 1950 : La Mujer que yo amé
- 1951 : Amar fué su pecado
- 1951 : La Estatua de carne
- 1951 : Negro es mi color
- 1951 : Una Gallega baila mambo
- 1952 : Ahora soy rico
- 1952 : Mi campeón
- 1952 : Te sigo esperando
- 1952 : Un Rincón cerca del cielo
- 1953 : Acuérdate de vivir
- 1953 : Amor de locura
- 1953 : La Mujer desnuda
- 1953 : Me traes de un ala
- 1953 : Nunca es tarde para amar
- 1954 : El Casto Susano
- 1954 : Passion sauvage
- 1956 : La Adúltera
- 1957 : La Ciudad de los niños
- 1957 : Nunca me hagan eso
- 1959 : Cuando se quiere se quiere
- 1959 : El Joven del carrito
- 1963 : Yo, el mujeriego
- 1964 : El Ciclón de Jalisco
- 1964 : Lupe Balazos
- 1965 : Especialista en chamacas
- 1965 : Los Hijos que yo soñé
- 1966 : La Valentina
- 1967 : Arrullo de Dios
- 1967 : Operación 67
- 1968 : El tesoro de Moctezuma de René Cardona et René Cardona Jr.
- 1969 : Alerta, alta tension
- 1969 : No se mande, profe
- 1970 : Rosas blancas para mi hermana negra
- 1971 : Verano ardiente
- 1973 : Los Hombres no lloran
- 1974 : Jalisco nunca pierde
- 1974 : Negro es un bello color
- 1975 : La Loca de los milagros

### Comme producteur
- 1941 : Lo que el viento trajo
- 1942 : Alejandra
- 1942 : Allá en el bajio
- 1942 : El Baisano Jalil
- 1942 : Le Comte de Monte-Cristo (El conde de Montecristo)
- 1943 : Adiós juventud
- 1944 : El Gran Makakikus
- 1944 : El Sombrero de tres picos
- 1944 : Las Dos huérfanas
- 1944 : Los Hijos de Don Venancio
- 1944 : México de mis recuerdos
- 1945 : La Route de Sacramento (Camino de Sacramento)
- 1945 : Canaima
- 1945 : La Mujer que engañamos
- 1946 : La Mujer de todos
- 1946 : La Reina de la opereta
- 1946 : Lágrimas de sangre
- 1946 : Los Nietos de Don Venancio
- 1947 : The Private Affairs of Bel Ami
- 1947 : El Ladrón
- 1947 : Folies romaines
- 1948 : Algo flota sobre el agua
- 1948 : Dueña y señora
- 1948 : La Sin ventura
- 1948 : Los Viejos somos así
- 1948 : Maclovia
- 1948 : Ojos de juventud
- 1948 : Que Dios me perdone
- 1948 : Yo soy tu padre
- 1949 : Arriba el norte
- 1949 : El Baño de Afrodita
- 1949 : El Embajador
- 1949 : La Familia Pérez
- 1949 : Medianoche
- 1949 : Una Gallega en México
- 1950 : Azahares para tu boda
- 1950 : La Casa chica
- 1950 : La Diablesse
- 1950 : La Mujer que yo amé
- 1950 : Lluvia roja
- 1950 : Primero soy mexicano
- 1951 : Amar fué su pecado
- 1951 : La Estatua de carne
- 1951 : María Montecristo
- 1951 : Negro es mi color
- 1951 : Pecado
- 1951 : Una Gallega baila mambo
- 1952 : Apasionada
- 1952 : Mi campeón
- 1952 : Te sigo esperando
- 1953 : Acuérdate de vivir
- 1953 : Amor de locura
- 1953 : Doña Mariquita de mi corazón
- 1953 : El Mensaje de la muerte
- 1953 : El Misterio del carro express
- 1953 : Había una vez un marido
- 1953 : La Isla de mujeres
- 1953 : La Mujer desnuda
- 1953 : Las tres perfectas casadas
- 1953 : Me traes de un ala
- 1953 : Mi papá tuvo la culpa
- 1953 : Nadie muere dos veces
- 1953 : Nunca es tarde para amar
- 1953 : Sí... mi vida
- 1953 : Yo soy muy macho
- 1954 : El Casto Susano
- 1954 : El Enmascarado de plata
- 1954 : El Hombre inquieto
- 1954 : La Entrega
- 1954 : Passion sauvage
- 1954 : Si volvieras a mi
- 1955 : Amor en cuatro tiempos
- 1955 : De carne somos
- 1955 : La Mujer X
- 1955 : Mãos Sangrentas
- 1955 : Un extraño en la escalera
- 1956 : Bodas de oro
- 1956 : El Vividor
- 1956 : La Herida luminosa
- 1956 : Una Movida chueca
- 1957 : Feliz año amor mío
- 1957 : La Ciudad de los niños
- 1957 : Nunca me hagan eso
- 1957 : Sous le signe de la croix
- 1957 : The Living Idol
- 1958 : A media luz los tres
- 1958 : Aladino y la lámpara maravillosa
- 1958 : Miércoles de ceniza
- 1958 : Piernas de oro
- 1958 : Tu hijo debe nacer
- 1959 : El Cariñoso
- 1959 : El Joven del carrito
- 1959 : El que con niños se acuesta
- 1959 : Gutierritos
- 1959 : La fièvre monte à El Pao
- 1959 : La Última lucha
- 1959 : Mi esposa me comprende
- 1959 : Mis padres se divorcian
- 1959 : Una Señora movida
- 1960 : Aventuras de Joselito y Pulgarcito
- 1960 : Infierno de almas
- 1960 : La Cigüeña dijo sí
- 1960 : Las Canciones unidas
- 1960 : Vivir del cuento
- 1961 : Besito a Papa
- 1961 : El Pandillero
- 1961 : La Chamaca
- 1961 : Les Frères Del Hierro (Los hermanos Del Hierro)
- 1961 : Los Jóvenes
- 1961 : Sobre el muerto las coronas
- 1962 : Ahí vienen los Argumedo
- 1962 : El Amor de los amores
- 1962 : El Cara parchada
- 1962 : Los Bárbaros del norte
- 1962 : Nuestros odiosos maridos
- 1962 : Si yo fuera millonario
- 1963 : el mujeriego Yo
- 1963 : La Diosa impura
- 1963 : Una Joven de 16 años
- 1964 : El Ciclón de Jalisco
- 1964 : He matado a un hombre
- 1964 : La Sonrisa de los pobres
- 1964 : Las Chivas rayadas
- 1964 : Los Fenómenos del futbol
- 1964 : Lupe Balazos
- 1964 : Napoleoncito
- 1965 : Amor de adolescente
- 1965 : Canta mi corazón
- 1965 : Especialista en chamacas
- 1965 : Los Hijos que yo soñé
- 1966 : Alias el Rata
- 1966 : El Alazán y el rosillo
- 1966 : Florido Laude
- 1966 : La Valentina
- 1967 : Arrullo de Dios
- 1967 : Cómo pescar marido
- 1967 : El Pícaro
- 1967 : La Vuelta del Mexicano
- 1968 : La Cama
- 1968 : Lucio Vázquez
- 1968 : Sor Ye-yé
- 1969 : Aventuras de Juliancito
- 1969 : El Caballo Bayo
- 1969 : El Hijo pródigo
- 1969 : Lauro Puñales
- 1969 : Mujeres de medianoche
- 1969 : Persiguelas y alcanzalas
- 1969 : No se mande, profe
- 1970 : Confesiones de una adolescente
- 1970 : El Quelite
- 1970 : La Hermanita Dinamita
- 1970 : Las Figuras de arena
- 1970 : Rosas blancas para mi hermana negra
- 1971 : Elena y Raquel
- 1971 : En esta cama nadie duerme
- 1971 : La Venganza de Gabino Barrera
- 1971 : Los Corrompidos
- 1971 : Los Jóvenes amantes
- 1971 : Verano ardiente
- 1972 : Cuando quiero llorar no lloro
- 1972 : El Medio pelo
- 1972 : Fin de fiesta
- 1972 : Hoy he soñado con Dios
- 1972 : La Otra mujer
- 1972 : La Pequeña señora de Perez
- 1972 : Nadie te querrá como yo
- 1973 : Adios, amor...
- 1973 : Entre monjas anda el diablo
- 1973 : La Justicia tiene doce años
- 1973 : Las Cautivas
- 1973 : Mujercitas
- 1973 : Tu camino y el mio
- 1974 : Bárbara
- 1974 : Crónica de un amor
- 1974 : El Hijo del pueblo
- 1974 : El Primer amor
- 1974 : El Primer paso... de la mujer
- 1974 : El Secuestro
- 1974 : Jalisco nunca pierde
- 1974 : Negro es un bello color
- 1975 : El Albañil
- 1975 : El Caballo del diablo
- 1975 : La Loca de los milagros
- 1976 : Juan Armenta, el repatriado
- 1976 : La Ley del monte
- 1977 : El Chicano justiciero
- 1983 : Chile picante
- 1983 : Todo un hombre
- 1985 : El Embustero
- 1987 : El Diablo, el santo y el tonto
- 1989 : Entre compadres te veas

## Récompenses et distinctions
- 1994 : Ariel d'or Spécial pour l'ensemble de sa carrière
- 1997 : médaille Salvador-Toscano